# Rębowo (województwo pomorskie)
Rębowo (kaszb. Rãbòwò lub Rembòwò, niem. Rambow) – osada w Polsce położona w województwie pomorskim, w powiecie słupskim, w gminie Potęgowo przy drodze krajowej nr . Wieś jest częścią składową sołectwa Karznica.
W latach 1975–1998 miejscowość administracyjnie należała do województwa słupskiego.